# Bironella
Genre
Bironella est un genre de diptères de la famille des Culicidae.

## Taxonomie
Le genre Bironella a été créé en 1905 par l'entomologiste britannique Frederick Vincent Theobald (1868-1930).

## Liste d'espèces
Le genre Bironella est divisé en trois sous-genres et comprend huit espèces.
- Bironella (Bironella)
  - Bironella gracilis
  - Bironella simmondsi
- Bironella (Brugella)
  - Bironella hollandi
  - Bironella obscura
  - Bironella travestita
- Bironella (Neobironella)
  - Bironella confusa
  - Bironella derooki
  - Bironella papuae

## Publication originale
- (en) Fred. V. Theobald, 1905, « A catalogue of the Culicidae in the Hungarian National Museum, with descriptions of new genera and species », Annales Historico-Naturales Musei Nationalis Hungarici, vol. 3, p. 61–120 (lire en ligne).